# 冥通銀行特約：翻生爭霸戰
《冥通銀行特約：翻生爭霸戰》（英文：Hell Bank Presents: Running Ghost）是2020年香港喜劇鬼片，由李國煌導演，黃又南、蘇麗珊、林曉峰、顧定軒和袁富華主演。

## 故事簡介
一世人返工等放工，你可有想過死後還會留下甚麼？王曉桂（黃又南 飾）打工仔一名，無車、無樓、無女友，求求其其地活著，一天不明不白地死了。來到地獄排隊，他發現排隊等投胎比等公屋更漫長！適逢冥通銀行贊助地府舉辦的綜藝節目《翻生爭霸戰》，鬼魂只要通過三項試煉成為最終贏家，就可以得到還陽人間的機會！曉桂回到陽間作賽，遇上通靈少女凌琪（蘇麗珊 飾），一人一鬼結盟，曉桂在凌琪的幫忙下進入決賽，⽣前毫無⽬標的他竟在死後找回一丁點存在的意義，但最後⼀關的任務竟是殺死凌琪，最後曉桂為了保護凌琪與瘋鬼同歸於盡。

## 演員表
| 演員                      | 角色       | 簡介                               |
| 黃又南                    | 王曉桂     | 不知道自己死因，突然被迫參賽       |
| 蘇麗珊                    | 趙凌琪     | 通靈少女                           |
| 卓韻芝                    | May 姐     | 陰間勞工處主管                     |
| Artem Ansheles            | Tommy      | 陰間勞工處助理                     |
| 何翱                      | 司儀       | 翻生爭霸戰司儀                     |
| 林曉峰                    | 牛大帥     | 陰間電視台CEO                      |
| 顧定軒                    | 聰仔       | 牛大帥車伕，名校學生，跳樓自殺身亡 |
| 張文傑 趙啓嵐（男孩形象） | 瘋哥       | 翻生爭霸戰王曉桂對手               |
| 袁富華                    | 趙世榮     | 趙凌琪父親                         |
| ERROR                     | 陰間攝製隊 |                                    |
| 徐浩昌                    | 肥威       | 巴士乘客                           |
| 王敏奕                    | 周寶兒     | 王曉桂暗戀對象                     |
| 栢天男                    | 李俊碩     | 周寶兒男朋友，後來分手             |
| 趙善恆                    | 非洲恆     | 評審                               |
| 胡信希                    | 日向武淺   | 評審                               |
| 陳誦賢                    | 大隻仁     | 評審                               |
| 葉晨曦                    | 伯爵Louis  | 評審                               |
| 楊依依                    | 圍村婆婆   | 不投胎保護孫兒                     |
| 鍾潔嵐                    | 清潔姐姐   | 被嚇目標                           |

## 外部連結
- 香港影庫上《冥通銀行特約：翻生爭霸戰》的資料（繁體中文）
- 豆瓣电影上《冥通銀行特約：翻生爭霸戰》的資料 （简体中文）